# تيمبل
تيمبل (بالإنجليزية: Temple, Georgia)‏ هي مدينة تقع في مقاطعة كارول، جورجيا, مقاطعة هارالسون، جورجيا بولاية جورجيا في الولايات المتحدة. تبلغ مساحة هذه المدينة 17.7 (كم²)، وترتفع عن سطح البحر 357 م، بلغ عدد سكانها 4228 نسمة في عام 2010 حسب إحصاء مكتب تعداد الولايات المتحدة.

## وصلات خارجية
- Cities & Counties - Georgia.gov